# Ivankovtsi
Ivankovtsi (en macédonien Иванковци) est un village du centre de la Macédoine du Nord, situé dans la municipalité de Vélès. Le village comptait 857 habitants en 2002.

## Démographie
Lors du recensement de 2002, le village comptait :
- Macédoniens : 658
- Serbes : 172